# Dr. スハルソ (病院船)
Dr.スハルソ（ドクター・スハルソ、英語: Dr. Soeharso）は、インドネシア海軍の病院船（bantu rumah sakit:BRS)であり、同型艦は有さない。元々は韓国から購入したドック型揚陸艦「タンジュン・ダルペレ」を改装した病院船である。
艦名は、インドネシア独立戦争において戦争により手足を失った傷痍軍人のリハビリテーションを行い、傷痍軍人のためのリハビリテーションセンターを設立するなどインドネシア独立に多大な貢献をし、インドネシアにおける「障害者の父」とされる医師スハルソ（Dr.Soeharso　1912－1971）にちなむ。

## 概要
本級は元々、マカッサル級揚陸艦 のベースモデルとなった「タンジュン・ダルペレ級ドック型揚陸艦（Tanjung Dalpele class LPD）」の1番艦として韓国にて建造されたものの、後にインドネシア国内にて病院船として改装、艦種変更が実施された。
ドック型揚陸艦としての機能を維持しており、ヘリコプターの運用に加え、ウェルドックに搭載した上陸用舟艇により港湾施設が貧弱な中小離島でも対応可能な水陸両用作戦能力を有している。
医療設備として、救急救命室（ER）や集中治療室（ICU）等の負傷者対応施設を有しており、産科医等を乗員させることで船内設備を活用した産科対応なども可能である。
本級は本質的には「戦争のための軍事作戦（OMP）」のための軍事作戦支援船ではあるものの、軍事作戦における傷病者救助のみならず、指揮統制（C&C）、捜索救助（SAR）、人道支援・災害救援（HA/DR）、信頼醸成措置 (CBM) のための国際外交等の「戦争以外の軍事作戦（OMSP）」任務における活躍を期待されている
本級にワヒディン・スディロフソド級病院船 を加えた3隻で「インドネシア海軍病院支援艦隊（The Indonesian Navy Hospital Assistance Fleet）」を構成し、インドネシアの遠隔離島住民に対する医療サービス提供に重要な役割を果たしている。

## 設計

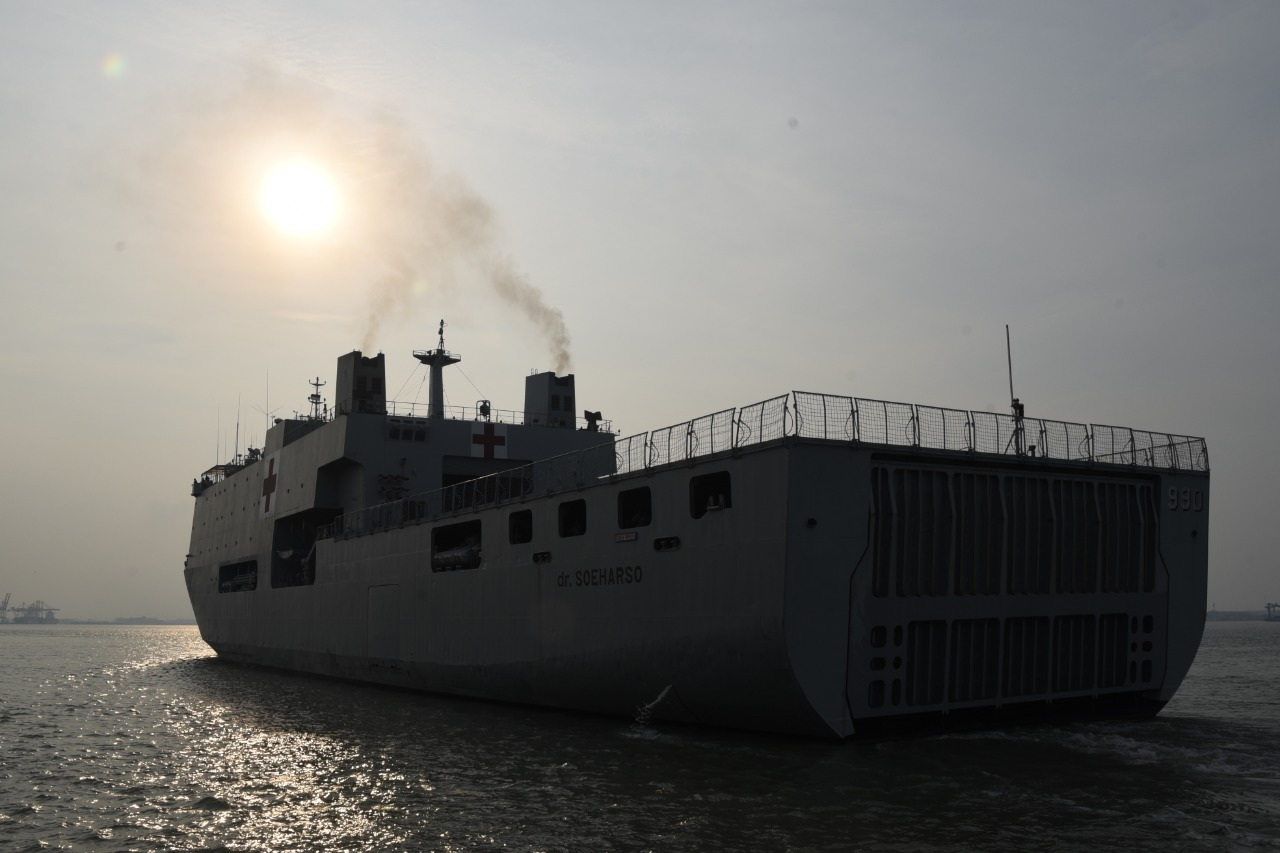
艦尾ウェルドックより上陸用舟艇の発進・回収を行う。ヘリ格納庫も確認できる。

本級は、上記の通りインドネシア海軍が運用しているマカッサル級揚陸艦 の原型となったドック型揚陸艦を病院船に改装した物であり、8トントラック14両を搭載可能としに加え、ウェルドック等に搭載した2隻のLCU-23M 汎用揚陸艇、車両人員揚陸艇、ホバークラフト1基の経海手段に加え、2機のスーパーピューマヘリコプターが離発着できる甲板及び1機分の格納庫を有しており、水陸両用作戦による医療活動が可能となっている。
乗員140人（運航75人、医療スタッフ65人）、入院患者40人に加え最大2,000～3,000人を収容可能であるとしている。
医療設備としては救急救命室（ER）1室、集中治療室（ICU）1室、術後室 (RR)1室、手術室3室 (無菌2室、非無菌1室)、総合診療室3室、診療室14室、20床のベッドを収容できる治療室2室を備え、歯科治療や白内障治療、専門医がいるならば出産等の産科対応も可能な機能を有している。
また本級の特徴として、病院船の改装後一定の時期まで揚陸艦時代のボフォースSAK 40L/70砲1門、ラインメタル20mm防空砲(PSU) 2門、12.7mm機関銃2門で武装しており、過去の写真において確認できる。一方本記事冒頭の写真（2020年）の撮影時点では武装は撤去されている。

## 来歴
本級は元々、インドネシアが大宇インターナショナルと3,500万USドルの契約を締結し、韓国のDAE SUN SHIPBUILDING & ENGINEERING CO., LTD（大鮮造船株式会社）が設計・建造したドック型揚陸艦「タンジュン・ダルペレ（KRI Tanjung Dalpele 972）」として2003年9月に就役した。
2005年9月19日、パプア州沖のアラフラ海において、違法操業とみられる中国漁船4隻に対し、無線及び視覚信号による停止を求めたものの逃走を図ったとし、タンジュン・ダルペレより銃撃が行われ中国漁船の乗員1名が死亡、2名が負傷する事件が発生した。
2008年9月17日、スマランのタンジュン・エマス港において、本艦の艦名をタンジュン・ダルペレからDr.スハルソ（ Dr. Soeharso 990,KRI SHS-990）へ、艦種も病院船としての改修を経て揚陸艦（BAP）から病院船（BRS）へと変更されることとなった。

## 運用
インドネシアは環太平洋火山帯に位置し自然災害に対して非常に脆弱である一方、多島国家の地理的条件により、島嶼間を横断した医療サービス、人道支援、災害対応能力が求められており、こういった国情から病院船の整備が進められることとなった。
特に、インドネシアは世界で2番目に大きな群島国家であり人口は2.4億人にも及ぶ一方、ジャワ島以外の地域、特に小規模離島については未開発であり保健衛生の支援を必要としている地域が多数存在する。インドネシア海軍は法律に基づきそのような地域の保健衛生の支援を担っており、小規模過疎離島の地域社会の病気発症を早期に防ぐことで公衆衛生のレベルを充実させ、国家戦力として早期に人的資源を準備する事が可能となる。病院船はインドネシア国内において戦略的な役割を担っており、インドネシア領内の沿岸地域や小規模離島における保健衛生サービスの主要な選択肢として運用されている。
上述の通り、平素はインドネシア国民、特に遠隔離島住民に医療サービスを提供するとともに、国際貢献に活用されている。一例として、2011年にはニューギニア西端にある西パプア州ワシオール地区における医療サービスとして白内障患者を含む数千人の患者に対する治療を行い、2016年4月には保健サービス任務として、インドネシア東部マルク州のキサル島、ウェタル島、リラン島、モア島、ラコール島、レティ島の6つの辺境群島に住む人々に対する医療サービスに従事した。このほか、辺境の島々の母子に無料の治療とカウンセリングを提供する人道的任務「バスカラ・ジャヤ作戦」へと平素従事している。
上記2016年の事例における具体的な活動履歴は以下の通り
- 本艦Dr.スハルソを中核とし、インドネシア軍医総長を司令官とするインドネシア陸海空軍から抽出した345人、揚陸艇2隻、ヘリコプターからなる医療機動部隊を編成、2016年2月2日から11日まで離島巡回医療任務を遂行
- 当初クパン港を出港しラコール島まで28時間の航海の後、現地にて揚陸艇を使用して人員・物資を揚陸、現地建物での診療及び一部の検査・手術が必要な患者をDr.スハルソに揚陸艇又はヘリコプターで搬送する形で医療支援が行われ、698人の患者の治療を行い、4人の手術を行った。
- 次のモア島においては揚陸艇で港湾に達着、1301人の治療を行い、そのうち19人に船内で手術を行った。
- レティ島においては港湾から村落まで3kmの距離があり、揚陸した車両による機動を行った。1334人の治療を行い、内7名に対し船内で手術を行った。この際、手術後の患者のケアは現地自治体に委託した
- キサル島においては中耳感染症、耳栓、扁桃炎などの耳鼻咽喉系疾患や、細菌感染症、疥癬、真菌性疾患などの皮膚疾患患者等1041人の治療を行った、本島における船内手術は無し
- ウェタール島の治療患者数は423人、内1名は悪性の骨ガンであったため、スラバヤの海軍病院へと搬送となった。
- リラン島においては島の周囲のサンゴ礁により接岸できないため、現地漁船や搭載ボートにより、ウェルドックから患者を搬送し治療を行った。348人を治療し、9人に手術を行った。本島における患者は歯科の他、結核、栄養失調、皮膚病が目立った。
- リラン島出航後、4日かけスラバヤへと帰港

また、Dr.スハルソは2016年初頭に初の海外派遣任務として東ティモールで1週間にわたる人道支援活動を行い派遣開始直後に500人以上の患者に対応し、2018年スンダ海峡津波においては被災地へ急行し救助任務を遂行した。この時同艦には産科医は乗船しなかったものの、地元産科医を乗船させ、船内の豊富な器材・医薬品を活用させ4人の新生児の出産を成功させている。
2020年2月、COVID-19対応において、船内で発症者が発生したことを理由に各地で寄港を拒否され、マラッカ海峡沖のビンタン島付近に到達したクルーズ船「ワールド・ドリーム号」のインドネシア人乗組員のうち188人を本艦に収容、数百キロ離れた無人島「スバル」に輸送、揚陸艇により上陸させる輸送作戦を遂行した。加えて同年3月、同ウイルスの集団感染が発生したダイヤモンド・プリンセス号のインドネシア人乗客69人を日本からインドネシアに帰国させ、スバル島に輸送する任務に従事した。
2022年12月、荒天のため海上交通が寸断された東ジャワ州バウェアン島に対し、本艦をもってジャワ島の港湾都市グレシックから立ち往生している島民743人及び支援物資を輸送し、さらに復路においてマレーシアへの渡航希望者、妊娠中の女性、病気の人、通学の必要のある学生等を優先してジャワ島への輸送を行った。
本艦は第2艦隊司令部へ配備されており、当初はインドネシア全域の医療任務に従事していたものの、本級の運用実績を反映して建造されたワヒディン・スディロフソド級病院船はソロンにある第3艦隊司令部、ジャカルタ近郊の第1艦隊司令部に配備されることにより、インドネシアの3個艦隊全てに病院船が装備される事となった。